# Saint-Germain-de-Tournebut

Saint-Germain-de-Tournebut este o comună în departamentul Manche, Franța. În 1 ianuarie 2022 avea o populație de 418 de locuitori.